# باشوية تمبكتو (ولاية)
باشوية تمبكتو هو اسم لإحدى ولايات السلطنة الشريفة نشأت خلال القرن السادس عشر وحتى القرن التاسع عشر. تأسست في أعقاب معركة تونديبي عندما هزمت حملة عسكرية بقيادة السلطان السعدي أحمد المنصور الذهبي من المغرب سلطنة سونغاي واستولت على منطقة تتمركز في تمبكتو. احتفظ المغرب بالسيطرة الاسمية فقط على باشوية تمبكتو بعد انهيار سلطنة السعديين في أوائل القرن السادس عشر.